# Совяк (Светий Юрій-об-Щавниці)
Совяк (словен. Sovjak) — поселення в общині Светий Юрій-об-Щавниці, Помурський регіон, Словенія. Висота над рівнем моря: 306,3 м.